# اوتو، شاه یونان
اوتو که اوتون نیز خوانده می‌شود، (به یونانی:Ὄθων؛ ۱ ژوئن ۱۸۱۵–۲۶ ژوئیه ۱۸۶۷) شاهزاده‌ای سلطنتی از بایرن بود که در ۱۸۳۲ مطابق کنفرانس لندن، نخستین شاه یونان معاصر شد. او تا ۱۸۶۲ که از سلطنت خلع شد، بر یونان حکومت کرد.
او دومین پسر شاه لودویگ اول بایرن بود که در زمان جوانی به حکومت دولت تازه تأسیس یونان رسید. در ابتدا دولت یونان توسط سه نایب‌السلطنه از دستگاه اداری بایرن اداره می‌شد. هنگامی که اوتو به سن قانونی رسید، نایب السلطنه‌ها را به دلیل عدم مقبولیت آن‌ها نزد مردم، از کار برکنار کرد و خود مستقیماً اداره امور را بدست گرفت. با تلاش اوتو، یونان در ۱۸۴۳ صاحب قانون اساسی مدونی گردید.
سراسر دوره حکومت او، همراه با تلاش‌های سیاسی برای بهبود وضعیت اقتصاد ضعیف یونان و دخالت دولت در امور کلیسا همراه بود. سیاست‌های یونان در این دوره، بر وابستگی به سه ابرقدرت اروپایی (روسیه، بریتانیا و فرانسه) بنا شده بود و جلب حمایت این سه کشور نیز کلید باقی ماندن اوتو در قدرت به حساب می‌آمد.
نیروی دریایی پادشاهی بریتانیا در سال‌های ۱۸۵۰ و ۱۸۵۳ برای توقف حملات یونان به امپراتوری عثمانی در جریان جنگ کریمه، دو بار یونان را محاصره کرد که از قدرت و محبوبیت اوتو کاست که در نتیجه آن، در ۱۸۶۲ سوءقصدی به جان ملکه یونان رخ داد. در همان سال، هنگامی که اوتو به حومه شهر رفته بود، او را از سلطنت خلع کردند. وی سرانجام در سال ۱۸۶۷ میلادی، در تبعید، در بایرن در گذشت.